# Mónica Chef
 (mars 2018).
Si vous disposez d'ouvrages ou d'articles de référence ou si vous connaissez des sites web de qualité traitant du thème abordé ici, merci de compléter l'article en donnant les références utiles à sa vérifiabilité et en les liant à la section « Notes et références ».
Mónica Chef est une série télévisée italo-espagnole en quarante épisodes de 22 minutes créée par David García et Rafael García, produite par Isla Audiovisual, Funwood Media et 3zero2. La série a été diffusée pour la première fois le 31 mars 2017 sur Disney Channel (Italie).
En France, la première saison a été diffusée du 29 janvier au 1er mars 2018 sur Disney Channel.

## Synopsis
Mónica Gómez est une jeune fille de 16 ans passionnée de cuisine, elle aide son père à la pizzeria pirata et fait des expériences. Elle ira étudier à la meilleure école de cuisine l'Aces, là-bas elle rencontrera de nouveaux amis, son premier amour et de pratiquer sa passion.

## Distribution
| Drapeau de l'Espagne | Isabel Madolell       | Mónica Gómez Grilloni | Sophie Pyronnet       | Principale | Principale | Principale |
| Drapeau de l'Italie  | Giulia Guerrini       | Barbara Petersoli     | Ludivine Deworst      | Principale | Principale | Principale |
| Drapeau de l'Espagne | Javier Ramos          | Riki Ferrer           | Alexandre Crépet      | Principal  | Principal  | Principal  |
| Drapeau de l'Espagne | Jordi Millán          | Bruno Sánchez         | Matteo Marchese       | Principal  | Principal  | Principal  |
| Drapeau de l'Espagne | María de Nati         | Vanessa Salazar       | Mélanie Dambermont    | Principale | Principale | Principale |
| Drapeau de l'Espagne | Jorge Salvador        | Carlos Martos         | Quentin Minon         | Principal  | Principal  | Principal  |
| Drapeau de l'Espagne | José Manuel Seda      | Pedro Gómez           | Michelangelo Marchese | Principal  | Principal  | Principal  |
| Drapeau de l'Espagne | Cristina Gallego      | Lucía Torres          | Sophie Landresse      | Principale | Principale | Principale |
| Drapeau de l'Espagne | Ángel Pardo (es)      | Sebastián Ruiz García | Thierry Janssen       | Principal  | Principal  | Principal  |
| Drapeau de l'Espagne | Antonio Gómez         | Fausto Olmos          | Benoit Van Dorslaer   | Principal  | Principal  | Principal  |
| Drapeau de l'Espagne | Mariano Venancio (es) | Fransisco Castillo    | Patrick Waleffe       | Principal  | Principal  | Principal  |
| Drapeau de l'Espagne | Marta Calvó (es)      | Ángela Ferrer         | Nathalie Hons         | Principale | Principale | Principale |
| Drapeau de l'Espagne | Lía Román Carrión     | Maika                 |                       | Récurrente |            |            |
| Drapeau de l'Italie  | Riccardo Alemanni     | Alessandro            |                       | Invité     |            |            |

 Source et légende : version française (VF) sur RS Doublage

## Liste des épisodes
Le tournage a débuté en décembre 2016 et a fini en février 2017 à Torrelodones et à Milan.
| Saison | Épisodes | Italie       | Italie            | Espagne         | Espagne         | France          | France        | Belgique    | Belgique |
| Saison | Épisodes | Début        | Fin               | Début           | Fin             | Début           | Fin           | Début       | Fin      |
| ------ | -------- | ------------ | ----------------- | --------------- | --------------- | --------------- | ------------- | ----------- | -------- |
| 1      | 40       | 31 mars 2017 | 22 septembre 2017 | 24 octobre 2017 | 15 juillet 2018 | 29 janvier 2018 | 1er mars 2018 | 5 mars 2018 | -        |

## Transmissions internationales
| Pays                                | Chaîne                  | Date de diffusion                 | Jour de diffusion                         | Titre       | Horaire |
| ----------------------------------- | ----------------------- | --------------------------------- | ----------------------------------------- | ----------- | ------- |
| Italie                              | Disney Channel (Italie) | 31 mars 2017 - 22 septembre 2017  | Vendredi (1-20) Lundi au Vendredi (21-40) | Monica Chef | 18 h 50 |
| Italie                              | Boing                   | 19 février 2018 - 13 avril 2018   | Lundi au Vendredi                         | Monica Chef | 20 h 55 |
| Brésil                              | Globosat                | 25 septembre 2017 -               | Lundi au Vendredi                         | Mônica Chef | 21 h 30 |
| Espagne                             | Clan                    | 24 octobre 2017 - 15 juillet 2018 | Samedi et Dimanche                        | Mónica Chef | 19 h 30 |
| France                              | Disney Channel (France) | 29 janvier 2018 - 1er mars 2018   | Lundi au Jeudi                            | Monica Chef | 18 h 30 |
| Belgique Luxembourg (pays) Pays-Bas | Disney Channel          | 5 mars 2018 -                     | Lundi au Vendredi                         | Monica Chef | 16 h 50 |
| Danemark                            | DR Ultra / DR TV        | 26 mars 2018 -                    |                                           | Monica Chef |         |

## Univers de la série

### Personnages Principaux

#### Mónica Gómez Grilloni
Mónica est une jeune fille de 16 ans, passionnée de cuisine. Elle vit avec son père Pedro, sa mère Sandra a été tuée dans un accident de voiture lorsqu'elle était petite, elle vit à la pizza pirata où travaille son père. Un jour en se trompant de sauce elle rencontrera Fransisco qui n'est autre que l'un des professeurs de l'ACES. Là-bas elle rencontrera Bruno (un de ses meilleurs amis) et Riki dont elle tombera amoureuse de lui mais aussi Vanessa, la petite amie de Riki qui la rapidement prise en grippe.

#### Barbara Petersoli
Barbara est la meilleure amie de Mónica, c'est une jeune fille positive, sympathique de 16 ans née en Italie, elle est passionnée de tout ce qui est informatique et technologique. Elle n'étudie pas dans le même lycée que Mónica mais passe beaucoup de temps à L'ACES pour améliorer le site web de l'école, Là-bas elle rencontrera Bruno dont elle aura des sentiments.

#### Riki Ferrer
Riki est un jeune garçon populaire, drôle et sûr de lui, il sort avec la fille la plus populaire de l'école Vanessa mais tombera amoureux de Mónica dès son arrivée à l'ACES, au fond de lui, il est un garçon sympathique, généreux, protecteur et sensible, c'est Mónica qui verra sa véritable personnalité et à s'accepter tel qu'il est. Son meilleur ami est Carlos.

## Musique et DVD
La première bande sonore originale de la série, intitulée Mónica Chef, est sortie le 9 septembre 2017 en Italie. La chanson utilisée pour le générique est Lucharé.

### Mónica Chef
| No  | Titre                                                   | Durée |
| --- | ------------------------------------------------------- | ----- |
| 1.  | Lucharé (Isabel Madolell)                               | 3:15  |
| 2.  | Amigos para Siempre (Isabel Madolell & Giulia Guerrini) | 3:02  |
| 3.  | Vuelve a Soñar Pt1 (Isabel Madolell feat Javier Ramos)  | 3:10  |
| 4.  | Todos Juntos (Isabel Madolell)                          | 2:36  |
| 5.  | Especial (Isabel Madolell)                              | 3:03  |
| 6.  | Un Centímetro (Javier Ramos)                            | 3:48  |
| 7.  | Un Mundo Entero (Isabel Madolell)                       | 2:44  |
| 8.  | Nuestro Mapa (Isabel Madolell)                          | 3:08  |
| 9.  | Al Final (Isabel Madolell)                              | 2:25  |
| 10. | Ven a Volar (Isabel Madolell)                           | 2:40  |
| 11. | Miedo (Isabel Madolell)                                 | 2:33  |
| 12. | Lucharé (Balada) (Isabel Madolell)                      | 3:12  |
| 13. | Vuelve a Soñar Pt 2 (Isabel Madolell & Javier Ramos)    | 3:07  |